# Paralastor ordinarius
Paralastor ordinarius är en stekelart som beskrevs av Perkins 1914. Paralastor ordinarius ingår i släktet Paralastor och familjen Eumenidae. Inga underarter finns listade i Catalogue of Life.